# Abbaye de Cherlieu
L’abbaye de Cherlieu était une abbaye cistercienne. Il n’en reste que des ruines, situées au hameau de Cherlieu, dans la commune de Montigny-lès-Cherlieu, département de la Haute-Saône (France).

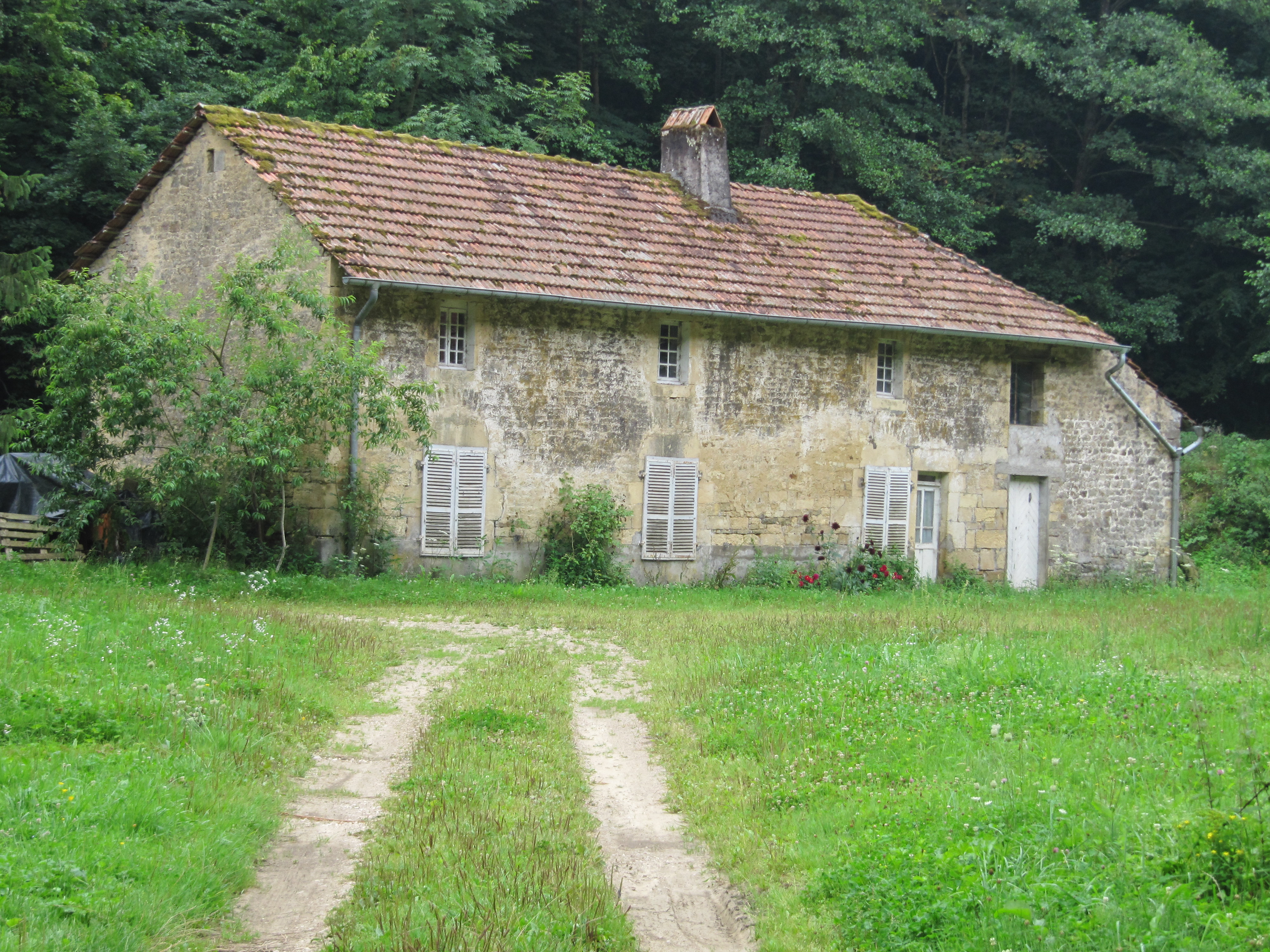
La ferme du Ferry, ancienne dépendance de l'Abbaye de Cherlieu.

## Fondation

### Prieuré en 1127
Avant l’abbaye il existe un petit prieuré d’Antonins, sur la colline de St Antoine, entre Cherlieu et Marlay ; il en restait des vestiges jusqu’au XIXe siècle.

### Création de l’abbaye
La création de l’abbaye est attestée par une charte d’Anséric, archevêque de Besançon, envers Germain, prieur de Cherlieu en 1127. Les premiers bienfaiteurs seront les nobles de Jussey, et Renaud III, comte de Bourgogne, alors même que le prieur et ses compagnons, miséreux, sont contraints à manger des feuilles de chêne.

### Guy,1erabbé
Il est issu de Clairvaux et vient à Cherlieu en janvier 1131 avec 12 religieux ; plus tard, il aura jusqu’à 600 moines sous son autorité ; ce sera un des prélats les plus distingués de Bourgogne.
Cherlieu sera à l’origine de nouveaux monastères :
- Abbaye Notre-Dame d'Acey, qui donna lui-même naissance à Polisy en Hongrie en 1180, lui-même essaimant à Pasrot en 1190 et Beel en 1232
- Abbaye du Gard en 1137
- Abbaye de Haut-Crêt en Suisse en 1134
- Abbaye d'Hauterive en 1138, également en Suisse, dont le 4e abbé fut le célèbre Astrolabe, fils d’Héloïse et Abélard
- Abbaye de Beaulieu (vers Hortes), vers 1170, malgré l’opposition de Morimond (Haute-Marne).

Le comte Renaud III et les chanoines de Besançon favorisent les progrès de l’ordre ; l’abbé Guy a néanmoins à subir la haine de Pierre de Traves et de l’abbé de Faverney ; saint Bernard prend fait et cause pour Guy et porte l’affaire à Rome. Le séjour du saint à Cherlieu est attesté à plusieurs reprises par différents prodiges sur des malades.
Les cisterciens reçoivent de nombreuses largesses des seigneurs du voisinage.
À la mort de Guy, vers 1157, l’abbaye, attachée à l’ordre de Cîteaux, a assis son influence et s’est assurée la protection des papes Innocent II et Eugène III.
Avec les successeurs de Guy au XIIe siècle, les évêques et les princes enrichissent Cherlieu ; en 1160, Cherlieu possède les terres de Marlay, Agneaucourt, Montigny et ses dépendances, les terres et les granges de Fontain et Romain (Preigney), des terres à Jussey, Gevigney, la grange des Craies (Jussey), les terres de Vernois-sur-Mance et Betoncourt-sur-Mance, les granges de Bichecourt, de Girecourt, de Villers (Malvillers), de Courcelles (Cornot), des biens à Gourgeon, Audricourt (lieu disparu), Assoncourt (disparu), Nervezain, Purgerot, Chargey-lès-Port, Gondelancourt (Port d’Atelier), les granges de Trémoncourt (Venisey), Miévillers (Cendrecourt), Magny-lès-Jussey et Gommancourt (Saponcourt), la grange des Charmes (Semmadon), des biens à Pressigny et des pêcheries à Conflans-sur-Lanterne…
À la fin du XIIe siècle, les dons au monastère se multiplient, en même temps que s’émousse la discipline dans la vie de la communauté.

## L’église de Cherlieu

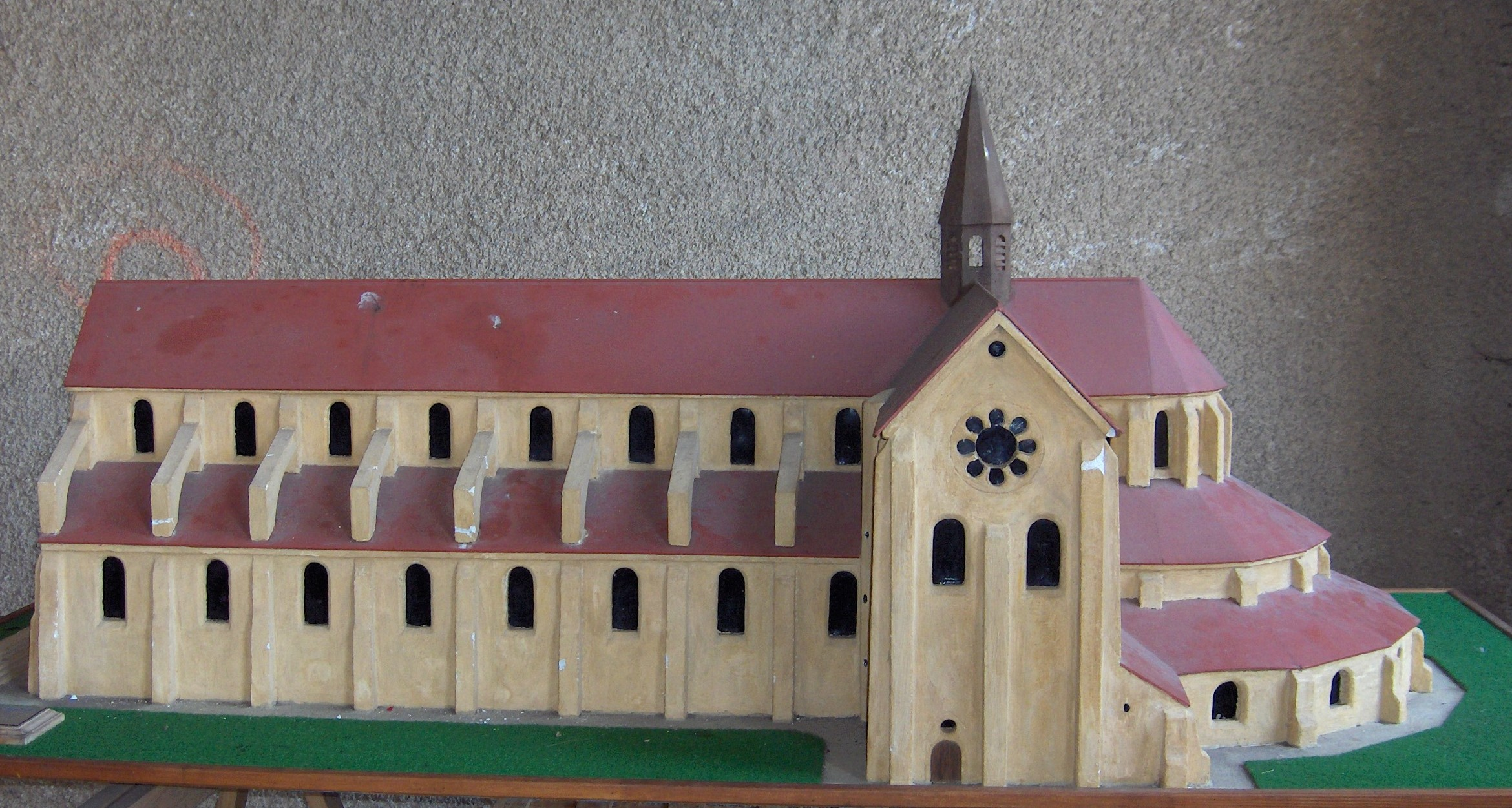
Maquette de l'église de Cherlieu de messieurs Jacquet et Perlot.

De style transitionnel entre architecture romano-byzantine et gothique, elle est construite entre 1150 et 1220 sous forme de croix latine à 3 nefs : c’est la plus grande, et une des plus belles de Franche-Comté.
De 105 mètres de long et de 54 mètres de large au niveau du transept, elle possède une voûte à 22 mètres ; des rosaces ornent la façade et le transept, et 50 fenêtres laissent passer la lumière. Sept chapelles entourent le maître-autel, de lui séparées par huit colonnes et une boiserie en chêne de 4 mètres de haut. Le clocher est situé au centre du transept.
L’église sert de modèle à la cathédrale de Langres et à l’abbaye d’Acey.
Le cloître ancien est un carré, constitué de 4 fois 10 arcades.

## Des sépultures dans l’église de Cherlieu au temps de sa splendeur
- Henri Ier de Vergy (1258), marié à Elisabeth de Chalon
- Hugues de Chalon (1266), et Alix de Bourgogne, née de Méranie (1278)
- Jean de Rupt en 1284, marié à Marguerite de Saint Rémy
- Marguerite d’Oiselay en 1290, née Marguerite D'oiselet d'Ivrée, mariée à Philipe II de Chauvirey d'Achée, et Guy de Joinville
- Agnès de Chauvirey en 1298, née Agnès de Chateauneuf, mariée à Gérard de Chauvirey
- Gérard de Chauvirey d'Achey en 1300
- Othon IV, mort en 1303 et inhumé à Cherlieu, le 5 mars 1309, en même temps que son frère Jean de Bourgogne, cérémonie en présence de 1 500 personnes, dont de nombreux dignitaires :
  - la comtesse Mahaut d'Artois, veuve d’Othon,
  - l’archevêque de Besançon,
  - les évêques de Négrepont, de Tabarie, et de Souda dans l’île de Candie (Crète)
  - les chefs de monastères, représentants Cluny : Luxeuil, Lure, Saint-Vincent, Baume, Bèze, représentants les Augustins : Saint-Paul, représentants les Prémontrés : Corneux, Flabémont, l’ordre de Cîteaux : Cherlieu, Sainte-Marie du Mont des Cats, Balerne, Acey, Billon, Beaulieu, Clairefontaine, Theuley, La Charité, Lieucroissant, Rosières, Vaux-la-Douce
  - les princes, frères des défunts : Renaud, comte de Montbéliard, Hugues de Bourgogne
  - 300 chevaliers
  - 3 000 gentilshommes et nobles dames
  - des jacobins, des ermites, des prêtres séculiers éclairés par 800 cierges et 50 torches.
- Philippe II de Chauvirey en 1335
- Jean de Rupt en 1347

## Désastres desXIVeetXVesiècles
La peste, la famine et la guerre affectent successivement le monastère au cours des années 1350 ; les Routiers et les Tard-venus ne sont pas en reste.
Les bandes des Écorcheurs envahissent l’abbaye en 1437-1439, l’abbé Étienne est capturé en 1439, remis en liberté contre rançon.
L’abbaye a alors autorité sur 32 villages. Au monastère, discipline et bonnes mœurs font toujours défaut au quotidien.
L’abbé fait construire une tour crénelée à proximité du château de Chauvirey ; elle sera démolie à la Révolution.
Sont inhumés à Cherlieu :
- Catherine de Chauffour-Chauvirey le 16 juin 1433 aux côtés de Gerrard D'Haraucourt son époux
- Marguerite de Neufchâteau, et son époux Claude de Chauvirey (décédé le 28 septembre 1428)
- Didier de Cicon-Demangevelle (25 juillet 1458) et son épouse Béatrix de Villersexel (25 juillet 1454)
- Jean de Cicon en 1454.

Sous Charles le Téméraire, la comté de Bourgogne est tourmentée par les Français de Louis XI sous la conduite de Pierre de Caron, les Allemands, les Suisses ; Cherlieu n’échappe pas à ces tueries, pillages, incendies, notamment en mai 1475 ; l’abbé Gilles de la Cour, fait prisonnier par les Allemands en 1476, est libéré contre rançon.

## XVIeetXVIIesiècles, le désastre continue
La décadence s’accentue dans le monastère, avec les abus liés à la commende.
En avril 1569 les Allemands de Guillaume de Nassau viennent à la rescousse des protestants français, sous la direction de Wolfgang de Bavière, duc des Deux-Ponts. Le baron de Savigny, seigneur de Saint-Rémy incendie le cloître. Les tombeaux sont profanés.
En mai 1569, il ne reste de l’abbaye que l’église, quoique incendiée ; les champs sont dévastés, les fermiers réduits à l’aumône.
Le monastère restera désert pendant 30 ans. En février 1595, le Lorrain de Tremblecourt ravage tout. En 1598 sept religieux sont envoyés de Cîteaux.
L’abbé Ferdinand de Rye s’attache à faire restituer à Cherlieu la plupart de ses titres et biens, augurant une période de calme. Une croix visible de nos jours y fait référence, construite en 1613.
En 1636, lors de la guerre de Dix Ans, les Français s’abattent sur le monastère ; en 1637, ce sont les Suédois de Bernard de Saxe-Weimar, puis à nouveau les Français de Du Hallier (maréchal de l'Hôpital) en 1641. L’abbaye est dévastée, elle ne compte plus que huit religieux.

## XVIIIesiècle, le renouveau avant la tempête

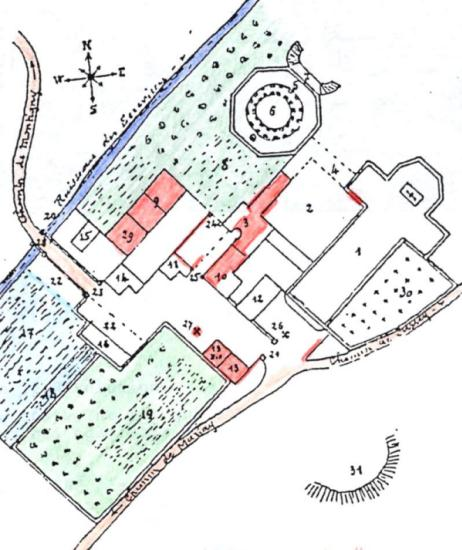
Plan de l'abbaye, les vestiges sont en rouge.

En 1701, on construit un nouveau cloître ; en 1773, c’est un nouveau palais monastique qui voit le jour. La communauté est alors la plus riche de la province, même si la piété n’est plus de mise à Cherlieu.
En 1789, les 30 villages qui dépendent de Cherlieu viennent réclamer les titres de redevances seigneuriales. Les moines doivent signer, mains liées, corde au cou sous le glaive, sur la place de Montigny, la renonciation à leurs droits. Les archives brûlent.

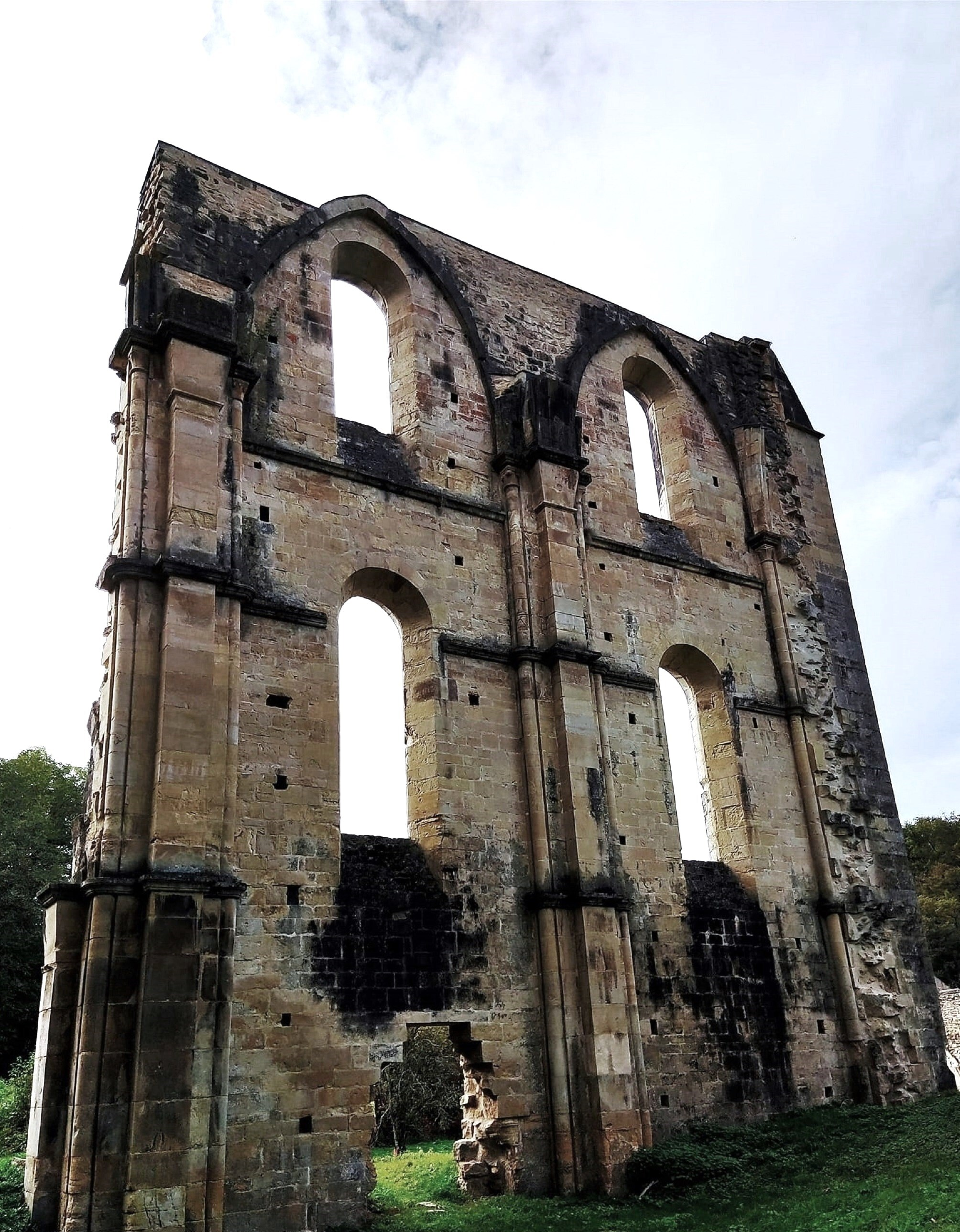
Les ruines de l'église abbatiale.

Toute l’abbaye est vendue le 14 juin 1791, durant 11 jours ; le cloître est démoli ; l’église, démontée, sert de carrière pendant plus d’une trentaine d’années, et se dégrade au cours des décennies ; les tombes, dont celle d’Othon IV, alors restaurée, sont mises en pièces.
Ne subsistent aujourd’hui que des restes du cloître du XVe siècle et des bâtiments conventuels des XVIIe et XVIIIe siècles, transformés en ferme, ainsi que le logement du portier ; de l’église, seul est encore debout un mur du transept.
À la ferme du Ferry, un calvaire du XVIIe siècle témoigne encore de l’histoire religieuse des lieux.
À Marlay, on voit encore des éléments de la tuilerie et du four à chaux ; les bâtiments datent du XVIe siècle.
À Agneaucourt des témoins du broyage du minerai de fer extrait à Noroy subsistent.

## La vie quotidienne de l’abbaye

### La«grange»
C’est l’entité de base qui subvient aux nécessités quotidiennes ; elle se suffit à elle-même. Les moines y travaillent ; ce sont essentiellement des frères convers. Elle a un but purement agricole et pastoral.
Les bâtiments comportent généralement, en dehors des éléments agricoles, une chapelle, un dortoir, un réfectoire, un chauffoir.
Elle ne doit pas être éloignée de plus d’une journée de marche de l’abbaye, de façon que les frères convers puissent y venir à la messe du dimanche.
Elle cultive essentiellement des céréales : froment, avoine, seigle, voire des fèves. Des vignes sont localisées à Craies (de Montigny à Chazel), et à Purgerot.

### L’élevage
Il s’exerce sous forme de droit de pâturage.
On trouve des bœufs, (traction des charrettes, charrues…), des porcs (pour la viande, le parchemin…) qui bénéficient de la glandée et de la fagine, des moutons.
Le paysage est également constitué de bois, friches, jachères, vaine pâture.

### Lapêche
Elle s’exerce surtout le long de la Saône, et à Conflans-sur-Lanterne.

### Lemoulin
On en trouve sur la plupart des cours d’eau ; ce sont :
des moulins à grains, à huile ;
des foulons à chanvre ;
des pilons pour le concassage du minerai ;
des marteaux-pilons.

### Le minerai
Le fer, extrait au mont de Noroy et au Pouligney (vers la ferme des Craies), est broyé et traité au moulin d’Agneaucourt.
Il sert à l’outillage, le cerclage des roues et des tonneaux, la ferronnerie ; on note la présence d’un haut-fourneau à Tartécourt en 1730…

### Lesel
Il est indispensable à la conservation de la viande (salaisons), il provient de Scey-sur-Saône : l’eau salée, extraite de la source souterraine est chauffée dans une chaudière à sel.
L’abbaye s’approvisionne également dans une montée de muire à Lons-le-Saunier et à Marsal en Lorraine.

### L’artisanat
On note la présence d’une tuilerie et d’une briqueterie à Marlay.
On peut penser que les moines utilisent la laine, fabriquent des fromages, et travaillent le cuir.
Le parchemin est parvenu jusqu’à nous via le cartulaire de l'abbaye.

### Le commerce
Cherlieu bénéficie d’une grande liberté de mouvement, par l’exemption de péage sur certains ponts, la gestion en propre des bacs de Miévillers et de Port d’Atelier, le libre passage à Port-sur-Saône et Scey-sur-Saône.
L’abbaye est présente sur les marchés de la région.

## Lieux liés à la vie de l’abbaye

### Lieux cités dans les documents et disparus aujourd’hui
Assoncourt et Exencourt (vers Gourgeon ?), Forlesmont et Etramont (vers Baulay ?), Gondelencourt (Port-d’Atelier ?), Olencourt (vers Semmadon ?), Maboncourt (Aboncourt ?), Noncourt, Chaumont (vers Pisseloup), Andricourt (vers Gourgeon), les Courcelles (vers Cornot).

### Les granges en 1300
Marlay, Agneaucourt, Montigny, Romain et Fontain (vers Preigney), Velotte (vers Montigny), Grange-Neuve (vers le moulin du Battant), Les Craies (Jussey),
Les Charmes (Semmadon), Villers (Malvillers),
Bichecourt (entre Betoncourt-sur-Mance et Vernois-sur-Mance), Gircourt (entre Vitrey-sur-Mance et Rosières),
Corcelottes (vers Cornot), Courcelles (vers Cornot), les Minières (entre Gourgeon et Nervezain),
Purgerot, Gondelencourt (Port d’Atelier ?),
Miévillers (vers Cendrecourt), Trémoncourt (vers Venisey), Saponcourt, Betaucourt, Gommoncourt (vers Saponcourt), Grande-Vigne (vers Purgerot), Magny-lès-Jussey

### Les moulins
- sur la Saône

Moulins de l’Etang (vers Betaucourt), des Poupières (vers Betaucourt ?), Belin (vers Cendrecourt), de Boccey (vers Miévillers), d’Effondray (entre Fouchécourt et Port d’Atelier), Bosliébrant (Purgerot),
- sur la Mance

Moulins de Betoncourt-sur-Mance, Bichecourt, Molinssoules (à Jussey),
- sur la Lanterne

Moulins de Conflans-sur-Lanterne, Briaucourt,
- sur la Gourgeonne

Moulins de Gourgeon, les Courcelles (vers Cornot), Vauconcourt,
- sur la Sorlières

Moulins de Villers, de la Rochotte (près des Courcelles),
- sur l’Ougeotte

Moulins de Montigny, Agneaucourt, La Perrière (vers Bougey),
- sur le ruisseau des Écrevisses, à proximité de l’abbaye

Moulins du Battant, du Ferry,
- autre lieu

Moulin de Magny-lès-Jussey,

### Les foursbanaux
Montigny, Preigney, Lavigney, Cendrecourt, Betaucourt, Briaucourt

### Autres dépendances
Pêcheries aux Poupières (entre Betaucourt et Cendrecourt), à Jussey, à Miévillers, à Warengecourt (vers Fouchécourt ?), à Gondelencourt, à Purgerot, à Bichecourt, à Conflans-sur-Lanterne,

## Le vocabulaire spécifique de l’époque de l’abbaye
- la grange : voir ci-dessus
- la manse : petite unité, équivalent à une ferme du début du XXe siècle, exploitée par une famille
- le meix : c’est le potager
- les essarts : terres défrichées
- les noues : terre grasse et humide
- la glandée : pâturage des porcs dans les forêts de chênes
- la fagine : fruit du hêtre, prisé par les porcs
- le puits à muire : puits à eau salée

## Lesmesures
- les terres : le journal, surface travaillée par un homme en une journée, soit environ 33 ares ; l’arpent (220 pieds ~ 71,5 mètres)

- les prés : la fauchée, surface fauchée en une journée, soit environ 50 ares ; l’andain : surface fauchée par un agriculteur lors d’un passage dans le pré

- la vigne : l’ouvrée, la surface travaillée en une journée soit environ 4,5 ares ; le muid (= 288 pintes ~ 275 litres…alors que le muid de Jussey est estimé à 320 litres), la feuillette (144 pintes ~ 137 litres)

## Les abbés de Cherlieu
| Période   | Nom                                                                  |
| --------- | -------------------------------------------------------------------- |
| 1127      | Germain, prieur                                                      |
| 1131-1157 | Widon ou Guy, premier abbé                                           |
| 1160-1176 | Luc, de la maison de Soye                                            |
| 1179      | Pierre                                                               |
| 1188      | Guy II                                                               |
| 1196      | Gombaud ou Agodard                                                   |
| 1209      | Galo                                                                 |
| 1214-1226 | Guy III                                                              |
| 1227      | Renaud I                                                             |
| 1227-1256 | Guillaume I                                                          |
| 1256-1257 | Albéric                                                              |
| 1266-1270 | Divon ou Bisuntius                                                   |
| 1271-1277 | Gauthier                                                             |
| 1278      | Guy IV                                                               |
| 1282-1292 | Jean Ier                                                             |
| 1298-1312 | Guillaume II                                                         |
| 1314      | Thiébaud                                                             |
| 1317-1320 | Jean II                                                              |
| 1321-1328 | Renaud II                                                            |
| 1331-1336 | Arnould                                                              |
| 1337      | Guy V, de Caudenay                                                   |
| 1340-1357 | Nicolas                                                              |
| 1358-1364 | Eudes de Pierrefite                                                  |
| 1369-1377 | Jean III                                                             |
| 1393-1396 | Guy IV de Pierrefite                                                 |
| 1396-1400 | Jean IV de Vaux                                                      |
| 1400-1410 | Jean V d’Aynans                                                      |
| 1412-1416 | Laurent                                                              |
| 1416-1439 | Étienne de Jussey                                                    |
| 1443-1456 | Jacques de Montigny                                                  |
| 1456-1477 | Gilles de la Cour                                                    |
| 1477-1497 | Drouhot Henrion                                                      |
| 1497      | Remy de Brassey, dit Morelot                                         |
| 1518      | Charles de Brassey, premier abbé commendataire                       |
| 1522-1546 | Claude Ier de Nicey                                                  |
| 1546-1584 | Claude II de la Baume, archevêque de Besançon                        |
| 1588-1599 | Prosper de la Baume                                                  |
| 1599-1636 | Ferdinand de Rye, archevêque de Besançon                             |
| 1636-1637 | François de Rye, archevêque de Besançon                              |
| 1637-1666 | Pierre de Cléron                                                     |
| 1666-1694 | Jean-Ignace de Froissard de Broissia, (prieur de Laval),             |
| 1694-1734 | Antoine-François de Blitterswyck de Montcley, archevêque de Besançon |
| 1734-1751 | Jean-Louis de Berton des Balbes de Crillon, archevêque de Narbonne   |
| 1751-1758 | Playcard de Raigecourt, depuis évêque d'Aire                         |
| 1758-1780 | Mathias Poncet de La Rivière, ancien évêque de Troyes                |
| 1780-1790 | Mathieu-Jacques de Vermond                                           |

## Protections
Les vestiges de l'abbaye bénéficient de multiples protections au titre des monuments historiques: une inscription en 1984 pour les façades et toitures des bâtiments conventuels subsistants, un classement en 1984 pour les ruines de l'église et le calvaire et une inscription en 1998 pour le logement du portier.
Le site de l'abbaye est un site classé par décret du 30 avril 1997 pour son caractère historique et pittoresque.